# Pedicularis furfuracea
Pedicularis furfuracea là loài thực vật có hoa thuộc họ Cỏ chổi. Loài này được Wall. ex Benth. mô tả khoa học đầu tiên năm 1835.